# John Grimes Walker
Pour les articles homonymes, voir Walker et John Walker (homonymie).
John Grimes Walker (20 mars 1835 - 16 septembre 1907) était un contre-amiral (Rear admiral) de la marine américaine (US Navy) qui a servi pendant la guerre de Sécession. Après la guerre, il a été chef du Bureau de la navigation, chef de la Commission des phares et commandant en chef du Squadron of Evolution et du North Atlantic Squadron. À la retraite, il a dirigé des commissions chargées d'étudier la construction d'un canal d'Amérique centrale reliant les océans Atlantique et Pacifique.

## Biographie

### Jeunesse et carrière
Walker est né à Hillsborough, dans le New Hampshire, d'Alden et Susan (Grimes) Walker. Ses parents se sont installés dans l'Iowa et Walker y a passé une grande partie de sa jeunesse. Son oncle, James W. Grimes, a été gouverneur de l'Iowa et a représenté cet État au Sénat des États-Unis.
Walker a été nommé aspirant (midshipman) le 5 octobre 1850 et a été diplômé à la tête de sa classe à l'Académie navale (Naval Academy) en 1856. Il a servi sur le USS Falmouth (1827) et sur le USS St. Lawrence (1848) en 1858 et 1859 ; sur le USS Susquehanna (1847) en 1860 et 1861 ; sur le USS Connecticut (1861) en 1861 ; et sur le USS Winona (1861) en 1861 et 1862.

### Service pendant la guerre civile
Walker s'est distingué sous les ordres de David Dixon Porter pendant les campagnes du fleuve Mississippi en servant sur le Winona, USS Baron DeKalb (1861) (qu'il commandait) et USS Saco (1863). Il a participé aux engagements avec les forts Jackson et St. Philip, ainsi qu'aux batteries de Chalmette pendant les opérations qui ont abouti à la chute de La Nouvelle-Orléans.
Il prend ensuite part aux opérations de la Marine contre Vicksburg. Durant l'hiver 1862 et 1863, Walke|r participe aux poussées contre Haines Bluff et Arkansas Post. Il prend également part à l'expédition de Yazoo Pass, à l'attaque de Fort Pemberton et à la prise de Yazoo City.
Lors du siège de Vicksburg, Walker commandait la batterie de canons de marine attachée au XVe Corps d'armée. Son service de guerre ultérieur comprend les opérations qui ont abouti à la capture de Fort Fisher, et il participe aux bombardements qui s'ensuivent sur les forts Anderson et Caswell sur la rivière Cape Fear et à la capture de Wilmington, en Caroline du Nord.

### Service après la guerre de Sécession
Promu commandant (commander - équivalent à capitaine de frégate en France) en 1866, Walker a occupé le poste de surintendant adjoint de l'Académie navale de 1866 à 1869. Après avoir commandé le USS Sabine (1855) en 1869 et 1870, période pendant laquelle il a emmené le navire en Europe pour une croisière de formation des aspirants, il a été secrétaire du Conseil des phares (Lighthouse Board) de 1873 à 1878.
De 1881 à 1889, Walker occupe le poste de chef du Bureau de la navigation avant de prendre la mer à la tête de l'Escadron de l'évolution (Squadron of Evolution) ou "Escadron blanc" en 1889, avec son pavillon sur le USS Chicago (1885).
Créé en 1882, l'Office of Naval Intelligence (ONI), adressait ses rapports au chef du Bureau de la navigation jusqu'en 1889, date à laquelle il fut détaché au bureau du secrétaire adjoint de la marine.
Walker a fait l'objet d'un article de fond dans l'édition du 12 septembre 1891 du New York Times. L'article détaillait comment, en tant que chef du Bureau de la navigation, Walker donnait à des officiers supérieurs des affectations inférieures à leurs capacités dans l'espoir qu'ils prennent leur retraite de la marine plus tôt et, ainsi, permettent à Walker d'obtenir des promotions plus rapidement.

### Affectations sous pavillon
Nommé rear admiral (équivalent à contre-amiral en France) en 1894, il emmène l'escadron blanc (White Squadron) à Hawaï en 1895 lorsqu'un coup d'état menace les intérêts américains. Il reçoit une citation pour son attitude d'attente vigilante et pour l'état de préparation de son escadron à répondre à une éventuelle urgence.
À son retour à terre en 1896, il dirige le Commission des phares des États-Unis (United States Lighthouse Board) et préside en même temps le comité chargé d'étudier les emplacements des ports en eau profonde dans le sud de la Californie.

### Activités après la marine
En 1866, Walker épouse Rebecca White Pickering, fille de Henry White Pickering de Boston et Salem. Ils ont eu sept enfants.
Peu de temps après avoir pris sa retraite en tant que contre-amiral en 1897, Walker a été choisi pour servir comme président de la Commission du canal du Nicaragua. Deux ans plus tard, en 1899, il est nommé président de la Commission du Congrès pour le canal isthmien, chargée d'étudier les routes possibles pour un canal traversant l'isthme d'Amérique centrale.
Le contre-amiral Walker était un compagnon vétéran de l'Ordre militaire de la Légion loyale des États-Unis (Military Order of the Loyal Legion of the United States)e t de l'Ordre naval des États-Unis (Naval Order of the United States). Il était également un compagnon héréditaire de l'Ordre militaire des guerres étrangères (Military Order of Foreign Wars).
Le contre-amiral Walker est mort à l'âge de 72 ans, à Ogunquit, dans le Maine.

## Hommage
- Plusieurs navires de l'US Navy ont été nommés USS Walker en son honneur.

## Grades militaires
- Aspirant intérimaire (Acting midshipman) – 5 octobre 1850
- Aspirant (Midshipman) – 11 décembre 1852
- Passé aspirant (Passed midshipman) – 20 juin 1856
- Maître (Master) – 22 janvier 1858
- Lieutenant – 23 janvier 1858
- Capitaine de corvette (Lieutenant commander) – 16 juillet 1862
- Commandant (Commander) – 25 juillet 1866
- Capitaine de vaisseau (Captain) – 25 juin 1877
- Commodore (Commodore) – 12 février 1889
- Contre-amiral (Rear admiral) – 23 janvier 1894

## Source
- (en)  Cet article contient du texte publié par le Dictionary of American Naval Fighting Ships dont le contenu se trouve dans le domaine public. La référence peut être lue ici.
- (en) Cet article est partiellement ou en totalité issu de l’article de Wikipédia en anglais intitulé « John Grimes Walker » (voir la liste des auteurs).